# Esino novello
L'Esino novello è un vino DOC la cui produzione è consentita nelle province di Ancona e Macerata.

## Caratteristiche organolettiche
- colore: rosso rubino
- odore: fragrante fino caratteristico
- sapore: asciutto, armonico, vellutato

## Produzione
Provincia, stagione, volume in ettolitri
- nessun dato disponibile